# Polycaena princeps
Polycaena princeps is een vlindersoort uit de familie van de prachtvlinders (Riodinidae), onderfamilie Nemeobiinae.
Polycaena princeps werd in 1886 beschreven door Oberthür.